# Mujtahid
Il mujtahid è un'autorità religiosa e legislativa islamica che sa e può esprimere interpretazioni originali della legge islamica canonica, invece di applicare sentenze precedenti già stabilite. 
È opinione generale tra i sunniti che le interpretazioni personali siano ormai impossibili. Per gli sciiti, invece, non solo le interpretazioni e opinioni personali sono possibili, ma anche necessarie, persino nel caso in cui una situazione sia l'esatta ripetizione di una precedente. Questo perché i tempi sono diversi e le condizioni esteriori possono essere cambiate, anzi quasi sempre lo sono.
I mujtahid sono pochissimi ed hanno diritto, ma solo tra gli sciiti, ad una decima speciale chiamata khums (il 'quinto') cosicché alcuni di loro dispongono anche di mezzi finanziari.